# Gina Torrealva
Gina Torrealva (ur. 16 listopada 1961) – peruwiańska siatkarka. Reprezentantka kraju na igrzyskach olimpijskich w Moskwie, Los Angeles oraz Seulu, gdzie Peru zdobyło srebrny medal. Zdobyła srebrny medal na mistrzostwach świata w Limie oraz brązowy na mistrzostwach świata w Pradze. Ponadto zajęła drugie miejsce na igrzyskach panamerykańskich w 1979 i 1987, natomiast w 1983 stanęła na najniższym stopniu podium.